# منطقه ساوتلند
منطقه ساوتلند (به انگلیسی: Southland Region) جنوبی‌ترین ناحیه کشور نیوزیلند است که بخش عمده جنوب غربی جزیره جنوبی نیوزیلند و جزیره استیوارت را در بر می‌گیرد. این ناحیه شامل بیش از ۳٫۱ میلیون هکتار و ۳۴۰۰ کیلومتر ساحل است.